# Psilomelan
Psilomelan, även känd som svart hematit, är ett svart mineral, som huvudsakligen består av hydratiserad manganoxid, där en del mangan ofta är ersatt med andra grundämnen såsom barium och kalium.

## Egenskaper
Psilomelan är amorf och uppträder som botryoidala och stalaktiska massor med en slät, skinande yta och halvmetallisk lyster. På grund av sin amorfa karaktär innehåller mineralet ofta blandade föroreningar såsom järnhydroxider. Den är löslig i saltsyra under utvecklling av klorgas.

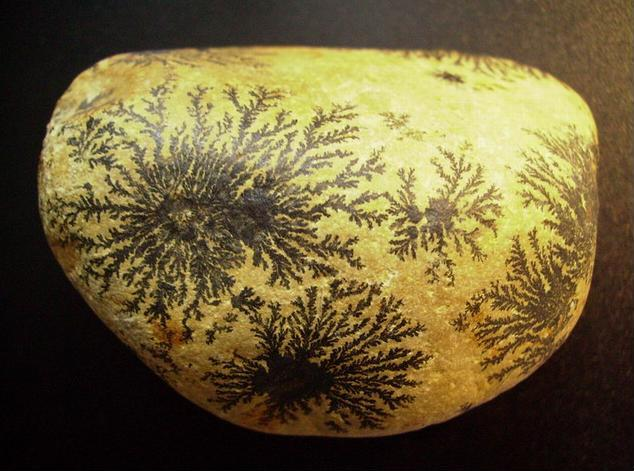
Dendritisk psilomelan på sten

## Förekomst
Mineralet förekommer ofta tillsammans med andra manganfyndigheter.
Det finns på många orter, och som exemplar kan nämnas Lostwithiel i Cornwall , Brendon Hills i Somerset , Hoy i Orkney , Sayn nära Koblenz och Crimora i Virginia.

## Användning
Psilomelan är en vanlig och viktig manganmalm med samma kommersiella tillämpningar som pyrolusit. Brytning tillsammans med pyrolusit sker i Vermont , Virginia , Arkansas och Nova Scotia.